# Masters de Roma 1975
El Abierto de Italia 1975 fue la edición del 1975 del torneo de tenis Masters de Roma. El torneo masculino fue un evento del circuito ATP 1975 y se celebró desde el 24 de mayo hasta el 30 de mayo.  El torneo femenino fue un evento del circuito WTA 1975 y se celebró desde el 26 de mayo hasta el 1 de junio.

## Campeones

### Individuales Masculino
Raúl Ramírez vence a  Manuel Orantes, 7–6, 7–5, 7–5

### Individuales Femenino
Chris Evert vence a  Martina Navrátilová, 6–1, 6–0

### Dobles Masculino
Brian Gottfried /  Raúl Ramírez vencen a  Jimmy Connors /  Ilie Năstase, 6–4, 7–6, 2–6, 6–1

### Dobles Femenino
Chris Evert /  Martina Navrátilová vencen a  Sue Barker /  Glynis Coles, 6-1, 6-2